# Клаус Еффке
Клаус Еффке (нім. Klaus Aeffke, 9 травня 1940) — німецький академічний веслувальник.
Срібний призер Олімпійських Ігор 1964 року в складі вісімки.
Чемпіон світу 1962 року в складі вісімки.
Чемпіон Європи 1963, 1964, 1965 років у складі вісімки.